# Торченьо
Торчѐньо (на италиански: Dicomano, на местен диалект: Torzen, Торцен) е село и община в Северна Италия, автономна провинция Тренто, автономен регион Трентино-Южен Тирол. Разположено е на 769 m надморска височина. Населението на общината е 679 души (към 2018 г.).